# Aliette de Bodard
Aliette de Bodard – francusko-amerykańska pisarka fantastyki. Urodzona w Nowym Jorku, a dorastająca w Paryżu o francusko-wietnamskim pochodzeniu. Francuski jest jej językiem ojczystym, ale pisze po angielsku. Pracuje jako inżynier oprogramowania, specjalizując się w przetwarzaniu obrazów. Jest członkiem grupy pisarzy „Written in Blood”.

## Twórczość
W 2007 roku została zwyciężczynią Writers of the Future, a w 2009 roku została nominowana do nagrody Campbella dla najlepszego nowego pisarza. Jej utwory publikowane były między innymi w czasopismach Interzone, Hub magazine, Black Static, Andromeda Spaceways Inflight Magazine, Asimov’s Science Fiction, Realms of Fantasy, Apex Magazine.
Za utwór „Immersion” otrzymała nagrody Nebula i Locusa za najlepszą krótką formę literacką 2012 roku. Za „The Waiting Stars” zdobyła nagrodę Nebula za najlepszą nowelę 2013 roku. Jej opowiadanie „The Shipmaker” wygrało nagrodę British Science Fiction Association w kategorii najlepszej krótkiej powieści fikcyjnej. W 2019 zdobyła Nebulę za najlepsze opowiadanie za tekst The Tea Master and the Detective.
Jej nowela „The Jaguar House, in Shadow” była nominowana do nagród Nebula i Hugo. Krótkie opowiadanie „Shipbirth” znalazło się wśród nominowanych do nagrody Nebula. Opowiadanie „On a Red Station, Drifting”, wydane przez Immersion Press w 2012 roku było w finale nagród Nebula i Hugo. Jest ono historią konfliktu dwóch członków rozgałęzionej wietnamskiej rodziny na stacji kosmicznej rządzonej przez SI. Opowiadanie to jest częścią serii osadzonej w inspirowanym azjatycką historią i kulturą uniwersum Xuya.
Wiele z jej opowieści jest umieszczona w światach o alternatywnej historii, w których dominującą jest kultura przedkomunistycznych Chin lub kultura aztecka. Powieść Servant of the Underworld jest historyczną fantasy dziejącą się w piętnastowiecznym imperium Azteków.
Zbiór opowiadań Scattered Among Strange Worlds zawierający dwa opowiadania „Scattered Along the River of Heaven” i „Exodus Tides” został wydany w lipcu 2012 roku. Krótkie opowiadanie „The Dust Queen” zostało opublikowane w antologii Reach for Infinity w 2014 roku.
Powieść The House of Shattered Wings, której akcja toczy się w zrujnowanym Paryżu rządzonym przez upadłe anioły, została opublikowana przez wydawnictwa Gollancz i Roc Books w sierpniu 2015 roku. Powieść ta została wybrana najlepszą powieścią roku 2015 przez BSFA. BSFA wybrało również jej opowiadanie „Three Cups of Grief, by Starlight” za najlepsze opowiadanie 2015 roku. To pierwszy raz, gdy jeden autor zwyciężył w tych obu kategoriach.

### Powieści

#### CyklObsidian and Blood
- Servant of the Underworld 2010
- Harbinger of the Storm 2011
- Master of the House of Darts 2011

#### CyklDominion of the Fallen
- The House of Shattered Wings 2015

### Opowiadania

#### Cykl Xuya Universe
- On a Red Station, Drifting 2012

### Zbiory opowiadań
- Scattered Among Strange Worlds 2012 – zawiera „Scattered Along the River of Heaven” i „Exodus Tides”

### Miniatury literackie

#### Cykl Xuya Universe
- „The Lost Xuyan Bride” 2007
- „Butterfly, Falling at Dawn 2008
- „Fleeing Tezcatlipoca” 2010
- „The Jaguar House, in Shadow” 2010, pol. „Dom Jaguara pogrążony w cieniu” (tłum. Artur Nowrot)[19]
- „The Shipmaker” 2010
- „Shipbirth” 2011, pol. „Statkorództwo” (tłum. Jakub Nowak)[20]
- „Scattered Along the River of Heaven” 2012
- „Immersion” 2012
- „Two Sisters in Exile” 2012
- „Starsong” 2012)
- „Ship's Brother” 2012
- „The Waiting Stars” 2013
- „The Weight of a Blessing” 2013
- „Memorials” 2014
- „The Frost on Jade Buds” 2014
- „The Breath of War” 2014
- „The Days of War, as Red as Blood, as Dark as Bile” 2014
- „A Slow Unfurling of Truth,” 2014
- „Three Cups of Grief, by Starlight” 2014
- „A Slow Unfurling of Truth” 2014
- „In Blue Lily's Wake” 2015
- „A Salvaging of Ghosts” 2016
- „Crossing the Midday Gate” 2016
- „A Hundred and Seventy Storms” 2016
- „Pearl” 2016
- „First Presentation” 2017

#### CyklObsidian and Blood
- „Obsidian Shards” 2007
- „Beneath the Mask” 2009
- „Safe, Child, Safe” 2009

#### CyklDominion of the Fallen
- „Of Books, and Earth, and Courtship” 2015
- „In Morningstar's Shadow” 2015:
  - „The Face of Heaven"
  - „Paid Debts"
  - „What Has To Be Done"
- „Against the Encroaching Darkness” 2015
- „The Death of Aiguillon” 2015
- „The House, in Winter” 2016

#### Inne
- „A Warrior's Death” 2006
- „The Triad's Gift” 2006
- „Citadel of Cobras” 2006
- „Kindred Spirits” 2006
- „For a Daughter” 2006
- „Through the Obsidian Gates” 2006
- „Calling the Unicorn” 2007
- „Weepers and Ragers” 2007
- „The Naming at the Pool” 2007
- „Deer Flight” 2007
- „Sea Child” 2007
- „Autumn's Country” 2007
- „At the Gates of White Marble” 2007
- „The Dancer's Gift” 2008
- „Within the City of the Swan” 2008
- „Horus Ascending” 2008
- „Dragon Feasts” 2008
- „The Dragon’s Tears” 2008
- „Murder in Laochan” 2009
- „City of the Gods” 2009
- „The Lonely Heart” 2009
- „Dancing for the Monsoon” 2009
- „Ys” 2009
- „Memories of my Sister” 2009
- „Healing Hands” 2009
- „Blighted Heart” 2009
- „Golden Lilies” 2009
- „On Horizon's Shores” 2009.
- „After the Fire” 2009
- „In the Age of Iron and Ashes” 2009
- „Eye of the Destroyer” Blood and Devotion” 2010
- „The Church of Accelerated Redemption” (z Gareth L. Powell(inne języki)) 2010
- „By Bargain and by Blood” 2010
- „Melanie” 2010.
- „The Wind-Blown Man” 2010
- „Desaparecidos” 2010
- „Memories in Bronze, Feathers and Blood” 2010
- „Silenced Songs” 2010
- „Father's Flesh, Mother’s Blood” 2010
- „Father's Last Ride” 2010
- „Age of Miracles, Age of Wonders” 2010
- „As the Wheel Turns” 2010, wydanie pol. „Gdy kręci się koło” w antologii Epopeja. Legendy fantasy 2015
- „Blessing the Earth”, Tales of Moreauvia, 2011
- „Exodus Tides” 2011
- The Numbers Quartet, wspólnie z Nancy Fulda, Stephen Gaskell i Benjamin Rosenbaum 2012
  - „The Heartless Light of Stars”
  - „The Princess of the Perfume River”
  - „Worlds like a Hundred Thousand Pearls"
- „Heaven Under Earth” 2012
- „The Angel at the Heart of the Rain” 2013
- „The Dust Queen” 2014
- „The Moon Over Red Seas” 2014
- „Prayers of Forges and Furnaces” 2012
- „Lullaby for a Lost World” 2016